# Pre Vizsla
Pre Vizsla es un personaje ficticio de la franquicia Star Wars. Era un guerrero mandaloriano radical e implacable, anterior gobernador de la luna de Mandalore, Concordia y descendiente de Tarre Vizsla.  Fue líder de la poderosa organización terrorista mandaloriana, La Guardia de la Muerte, y el portador del Sable Oscuro durante los últimos años de la República Galáctica, en consecuencia, era considerado por las facciones tradicionales de su pueblo como el Mand'alore. Además era el Señor de la Casa Vizsla, y por ende, líder de los clanes Vizsla, Saxon y Wren.
Líder del temido grupo mandaloriano, la Guardia de la Muerte, Lord Pre Vizsla, considerado por los mandos de las facciones conservadoras como el verdadero Mand'alore, pasó sus últimos años de vida tratando de derrocar a la Duquesa Satine Kryze y su gobierno pacifista, con el fin de restaurar la cultura bélica de Mandalore, lo cual logra poco antes de ser asesinado en duelo por Darth maul, quien ocupó su lugar como gobernador de la Guardia de la Muerte y de todo Mandalore.

## Concepto y creación
Pre Vizsla -interpretado por Jon Favreau- es la persona que está tratando de mantener la historia de Mandalore. Él es el que está manteniendo su historia, el concepto de Mand'alor, el líder único, y quiere derrocar a Satine. [...] Él es del linaje de los Mandalorianos, por lo menos, está convencido de que él es sí mismo.
Dave Filoni

El personaje de Pre Vizsla fue creado para la serie de televisión Star Wars: The Clone Wars y apareció por primera vez en la segunda temporada de la serie en 2010 después de haber sido mencionado en varios números de la revista Star Wars Insider.  Apareció como el principal antagonista de los episodios "The Mandalore Plot", "Voyage of Temptation" y "Duchess of Mandalore", todos los cuales formaron un arco narrativo centrado en los mandalorianos de la serie.  Vizsla fue interpretado en sus apariciones en televisión por el actor estadounidense Jon Favreau, el director de la popular serie de películas Iron Man dentro del Marvel Cinematic Universe y más tarde el creador de la primera serie de televisión de Star Wars de acción en vivo, The Mandalorian.  Su papel al interpretar a Vizsla marcó su primera contribución al canon de Star Wars.  Favreau fue reclutado para el papel por el director de la serie, Dave Filoni.  Según una entrevista con Filoni que apareció en Star Wars Insider 115, el nombre "Pre" es un título de estatura, como "preeminente", mientras que el nombre "Vizsla" proviene de Tor Vizsla, el líder original de Death Watch, quien apareció en la serie de cómics Jango Fett: Open Seasons de 2002.
Vizsla recibió una entrada en el libro The Clone Wars Character Encyclopedia, publicado en junio de 2010. También apareció en la línea de figuras de juguete de Hasbro en 2010.
Un Boceto de arte conceptual que se publicó en Star Wars Insider 116 indicaba que el nombre de Vizsla originalmente se deletreaba "Visla".  En el mismo boceto, el símbolo de su capa se representó como el mitosaurio, lo que sugiere que el símbolo era originalmente el de los mandalorianos y se ajustó al halcón chillón para la versión final del episodio piloto.

## Biografía
Lord Pre Viszla fue criado por el warlord, Tor Vizsla, Comandante de la Guardia de la Muerte. En el 46 ABY fue Teniente en la Guerra Civil Mandaloriana y tras la muerte de su Maestro y padre, Pre Vizsla se convirtió en el nuevo Líder de Guardia de la Muerte, alrededor del 32 ABY.
Después de la Restauración de Guardia de la Muerte en el 23 ABY, Vizsla comandó un grupo disidente en oposición al pacifista gobierno de la Duquesa Satine Kryze y sus Nuevos Mandalorianos (nuevo régimen político que gobernaba en Mandalore), un gobierno que Vizsla creía deshonroso para las antiguas generaciones tradicionales guerreras Mandalorianas.  Aunque secretamente comandaba la Guardia de la Muerte, aunque en público apollaba a Kryze, aparentemente renunciando a sus conexiones con los clanes, y se convirtió en uno de sus aliados de confianza. Ascendió a la posición de Gobernador de la Luna de Mandalore, Concordia, una provincia separada que operaba de forma independiente de los Mandalorianos y su nuevo gobierno. Vizsla transformó varias explotaciones mineras abandonadas en secreto en el Cuartel general de la Guardia de la Muerte.
Vizsla finalmente llegó a tener en su poder el Darksaber, un Sable de luz de una hoja negro que sus antepasados habían robado del Templo Jedi durante la caída de la vieja república y había causado ya la muerte de muchos Jedi mediante su hoja. Vizsla deseando reavivar la enemistad entre los Jedi y los Mandalorianos, ya que las dos facciones habían sido previamente enemigos. Con el fin de derrocar a la Duquesa Satine y sus Nuevos mandalorianos, Vizsla buscó la alianza con el Conde Dooku y su Confederación de Sistemas Independientes, que prometieron su apoyo a Vizsla en su lucha para socavar el gobierno de Kryze y hacerse cargo de Mandalore.  La Guardia de la Muerte comenzó a participar en actos de terrorismo en Mandalore en la capital de la ciudad , Sundari, y en el mundo vecino de Kalevala para socavar al gobierno de Kryze y sembrar la discordia entre el pueblo. Vizsla mantenía la confianza de Kryze dando la impresión de punta de lanza en la búsqueda de la Guardia de la Muerte para que los guerreros fuesen capturados.